# Dickschnabel-Blattvogel
Der Dickschnabel-Blattvogel (Chloropsis sonnerati) ist eine Vogelart aus der Familie der Blattvögel (Chloropseidae).
Der lateinische Artzusatz bezieht sich auf Pierre Sonnerat.
Der Vogel kommt in Südostasien vor in Indonesien, Malaysia, auf der malaiischen Halbinsel und in Thailand.
Das Verbreitungsgebiet umfasst tropischen oder subtropischen feuchten Tiefwald und deren Ränder.

## Merkmale
Der Vogel ist 18–21 cm groß, das Männchen wiegt 42–48, das Weibchen 38–41 g. Die Art ist der größte und schwerste Vertreter der Blattvögel. Hauptunterscheidungsmerkmal vom Blaubart-Blattvogel (Chloropsis cyanopogon) ist der kräftige, lange, an der Spitze leicht gebogene, schwärzliche Schnabel, die gelbe Kehle und der gelbe Augenring beim Weibchen sowie die fehlende gelbe Abgrenzung des schwarzen Kehlfleckes beim Männchen. Die Iris ist braun. Das Männchen ist abgesehen vom schwarzen Gesicht mit kobaltblauem Bartstreif durchgehend grün gefiedert, auf den Handschwingen ist ein bläulich-grüner Schimmer zu sehen. Das Weibchen hat ein grünes Gesicht mit deutlicher gelber Abgrenzung zur Kehle. Jungvögel haben einen gelblichen Bartstreif.

## Geografische Variation
Es werden folgende Unterarten anerkannt:
- Chloropsis s. sonnerati Jardine & Selby, 1827, Nominatform – Java und Bali
- Chloropsis s. zosterops Vigors, 1830 – Süden Myanmars  und Südwesten Thailands südlich bis Sumatra, östlich bis zu den Natuna-Inseln und Borneo

## Stimme
Der Gesang des Männchens wird als variantenreiche Folge kräftiger, fließender Triller wie „wit-chew“ beschrieben.

## Lebensweise
Die Nahrung ist vielfältig, sie besteht aus Gliederfüßern, Früchten, auch Nektar. Beutetiere werden zwischen den Blättern gesucht.
Die Brutzeit liegt zwischen Januar und Juli.

## Gefährdungssituation
Der Bestand gilt als gefährdet (Vulnerable) aufgrund von Habitatverlust.